# Landtagswahlkreis Uckermark I
Der Wahlkreis Uckermark I (Wahlkreis 11) ist ein Landtagswahlkreis in Brandenburg. Er umfasst die Städte Angermünde und Prenzlau, die Gemeinden Nordwestuckermark und Uckerland sowie die Ämter Brüssow, Gerswalde und Gramzow aus dem Landkreis Uckermark. Wahlberechtigt waren bei der letzten Landtagswahl 47.062 Einwohner.

## Landtagswahl 2024
Bei der Landtagswahl 2024 wurde Felix Teichner im Wahlkreis direkt gewählt. Die weiteren Ergebnisse:
| Gegenstand der Nachweisung | Gegenstand der Nachweisung | Erst- stimmen | Erst- stimmen | Zweit- stimmen | Zweit- stimmen |
| Bewerber                   | Partei                     | Anzahl        | %             | Anzahl         | %              |
| -------------------------- | -------------------------- | ------------- | ------------- | -------------- | -------------- |
| Wahlberechtigte            |                            | 45.603        | -             | 45.603         | -              |
| Wählende                   |                            | 31.516        | 69,1 %        | 31.516         | 69,1 %         |
| Ungültige Stimmen          |                            | 555           | 1,8 %         | 316            | 1,0 %          |
| Gültige Stimmen            |                            | 30.961        | 98,2 %        | 31.200         | 99,0 %         |
| Hanka Mittelstädt          | SPD                        | 9.853         | 31,8 %        | 8.077          | 25,9 %         |
| Felix Teichner             | AfD                        | 12.324        | 39,8 %        | 11.205         | 35,9 %         |
| Ellen Fährmann             | CDU                        | 4.464         | 14,4 %        | 3.683          | 11,8 %         |
| Arno Heuermann             | GRÜNE                      | 420           | 1,4 %         | 805            | 2,6 %          |
| Axel Krumrey               | Die Linke                  | 1.693         | 5,5 %         | 907            | 2,9 %          |
| Thomas Richter             | BVB/FW                     | 1.732         | 5,6 %         | 677            | 2,2 %          |
| –                          | FDP                        | 330           | 1,1 %         | 161            | 0,5 %          |
| –                          | Tierschutzpartei           | -             | -             | 482            | 1,5 %          |
| –                          | Plus (Piraten, ÖDP, Volt)  | -             | -             | 158            | 0,5 %          |
| –                          | BSW                        | -             | -             | 4.767          | 15,3 %         |
| –                          | III. Weg                   | 145           | 0,5 %         | 70             | 0,2 %          |
| –                          | DKP                        | -             | -             | 14             | 0,0 %          |
| –                          | DLW                        | -             | -             | 147            | 0,5 %          |
| –                          | WU                         | -             | -             | 47             | 0,2 %          |

## Landtagswahl 2019
Bei der Landtagswahl 2019 wurde Felix Teichner im Wahlkreis direkt gewählt.
Die weiteren Ergebnisse:
| Direktkandidat     | Partei           | Erststimmen in % | Zweitstimmen in % |
| ------------------ | ---------------- | ---------------- | ----------------- |
| Hanka Mittelstädt  | SPD              | 25,7             | 24,4              |
| Andreas Meyer      | CDU              | 19,2             | 18,5              |
| Anne-Frieda Reinke | Die Linke        | 11,6             | 11,2              |
| Felix Teichner     | AfD              | 26,0             | 26,7              |
| Britt Stordeur     | GRÜNE            | 7,0              | 7,7               |
| Christine Wernicke | BVB/FW           | 8,0              | 6,1               |
| –                  | PIRATEN          | –                | 0,5               |
| Christoph Reiss    | FDP              | 2,4              | 2,6               |
| –                  | ÖDP              | –                | 0,3               |
| –                  | Tierschutzpartei | –                | 2,0               |
| –                  | V-Partei³        | –                | 0,2               |

## Landtagswahl 2014
Bei der Landtagswahl 2014 wurde Uwe Schmidt im Wahlkreis direkt gewählt.
Die weiteren Wahlkreisergebnisse:
| Direktkandidat | Partei    | Erststimmen in % | Zweitstimmen in % |
| -------------- | --------- | ---------------- | ----------------- |
| Uwe Schmidt    | SPD       | 34,9             | 33,6              |
| Heiko Poppe    | Die Linke | 19,6             | 18,9              |
| Andreas Meyer  | CDU       | 27,2             | 25,7              |
| Steve Dahme    | GRÜNE     | 4,5              | 4,3               |
|                | FDP       |                  | 1,2               |
|                | NPD       |                  | 2,3               |
| Thomas Richter | BVB/FW    | 3,2              | 1,9               |
|                | REP       |                  | 0,2               |
|                | DKP       |                  | 0,2               |
| Aribert Christ | AfD       | 10,6             | 10,7              |
|                | PIRATEN   |                  | 1,0               |

## Landtagswahl 2009
Bei der Landtagswahl 2009 wurde Matthias Platzeck im Wahlkreis direkt gewählt.
Die weiteren Wahlkreisergebnisse:
| Direktkandidat           | Partei              | Erststimmen in % | Zweitstimmen in % |
| ------------------------ | ------------------- | ---------------- | ----------------- |
| Matthias Platzeck        | SPD                 | 46,2             | 33,6              |
| Irene Wolff-Molorciuc    | Die Linke           | 22,7             | 27,4              |
| Alard von Arnim          | CDU                 | 18,0             | 21,0              |
| -                        | DVU                 | -                | 00,7              |
| Robert Schindler         | GRÜNE               | 02,2             | 03,7              |
| Andreas Büttner          | FDP                 | 04,4             | 05,8              |
| Herbert Schmidt          | 50 Plus             | 01,1             | 01,0              |
| -                        | DKP                 | -                | 00,1              |
| -                        | REP                 | -                | 00,2              |
| -                        | Die-Volksinitiative | -                | 00,8              |
| Klaus Beier              | NPD                 | 03,9             | 04,0              |
| -                        | RRP                 | -                | 00,4              |
| Manfred Ehlert           | Freie Wähler        | 01,0             | 01,2              |
| Kay-Christopher Wagenitz | Einzelbewerber      | 00,5             | -                 |

## Landtagswahl 2004
Die Landtagswahl 2004 hatte folgendes Ergebnis:
| Direktkandidat        | Partei          | Erststimmen in % | Zweitstimmen in % |
| --------------------- | --------------- | ---------------- | ----------------- |
| Wolfgang Birthler     | SPD             | 20,8             | 26,6              |
| Alard von Arnim       | CDU             | 18,7             | 19,4              |
| Irene Wolff-Molorciuc | PDS             | 28,8             | 31,4              |
| –                     | DVU             | –                | 07,1              |
| Thomas Wesche         | GRÜNE           | 02,1             | 02,5              |
| Klaus Scheffel        | FDP             | 05,7             | 03,6              |
| Angelika Böcker       | AfW             | 01,8             | 00,5              |
| –                     | AUB-Brandenburg | –                | 00,3              |
| –                     | DKP             | –                | 00,1              |
| –                     | GRAUE           | –                | 00,6              |
| –                     | FAMILIE         | –                | 03,0              |
| –                     | 50 Plus         | –                | 02,4              |
| –                     | JA              | –                | 00,5              |
| Ronald Vogel          | Offensive D     | 01,4             | 00,4              |
| René Zscheckel        | BRB             | 01,8             | 01,5              |
| Hans-Joachim Mengel   | Einzelbewerber  | 18,8             | –                 |